# Тома Бірмонтене
Тома Бірмонтене (15 квітня 1956, Полтава) — литовський правознавець.

## Біографія

### Освіта
В 1974 році закінчила Вільнюську 22 середню школу, 1979 році — юридичний факультет Вільнюського університету. У 1989 році захистила докторську дисертацію на тему «Створення радянської міліції в Литві» в Московському університеті імені М. Ломоносова, доктор соціальних наук.

### Педагогічна діяльність
1979—2004 роки: викладач, старший викладач, доцент, професор Вільнюської філії Мінської вищої школи міліції (пізніше ЛПА/ЛТА/ЛТУ/ МРУ). 1998—2000 роки декан факультету державного управління, 1998—2004. завідувач кафедри конституційного права юридичного факультету.

### Державна служба
1990—1996 роки консультант Міністерства охорони здоров'я. 1995—2004 роки Директор Литовського центру прав людини. 2000-04 член Вищої комісії службової етики. 2004—2005 роки радник президента Валдаса Адамкауса з питань політики охорони здоров'я, керівник юридичного департаменту.
2005—2014 роки Суддя Конституційного суду Литви.

## Критичне сприйняття у ЗМІ
У зв'язку з висуненням кандидатури Бірмонтєне на посаду конституційного судді, починаючи з 2004 року, її минуле в радянській системі піддавалося критиці. Зокрема, зверталася увага на односторонній характер дисертації, в якій відстоювалася позиція Радянського Союзу і НКВС у суперечці з «Лісовими братами».

## Нагороди
- Офіцерський хрест ордена Вітовта Великого (2004)[4]
- Почесний професор Університету Миколаса Ромеріса (2020)[1]